# K. S. Sethumadhavan
K. Subrahmanyam Sethumadhavan (en malayalam : കെ. സുബ്രഹ്മണ്യം സേതുമാധവൻ ; en tamoul : சே. சுப்பிரமணியம் சேது மாதவன்), né le 29 mai 1931 à Palakkad et mort le 24 décembre 2021 à Chennai est un réalisateur et scénariste indien de cinéma en langue malayalam.
Depuis le début des années 1960, il a réalisé plus de soixante films, dont Odeyil Ninnu, Yakshi, Kadalpalam, Achanum Bappayum, Ara Nazhika Neram, Panitheeratha Veedu, Anubhavangal Palichakal et Punarjanmam. Il a également réalisé des films en hindi, en oriya, en tamoul, en kannada ainsi qu'en télougou et a notamment remporté dix National Film Awards et neuf Prix de cinéma de l'État du Kerala (en), dont quatre dans la catégorie de la meilleure réalisation.

## Biographie
Sethumadhavan, fils de Subrahmanyam et de Lakshmi, naît le 29 mai 1931 dans la ville de Palakkad (État du Kerala). Ayant trois sœurs et un frère, il passe son enfance à Palakkad et dans le district de North Arcot (en), au Tamil Nadu ; il perd son père à l'âge de huit ans. Après des études à l'université de Madras, il ressort diplômé de biologie du Government Victoria College (en) de Palakkad, puis il devient apprenti auprès de M. G. Ramachandran au Studio central de Coimbatore. Il débute réellement sa carrière cinématographique comme assistant réalisateur auprès de K. Ramnath, puis de L. V. Prasad, A. S. A. Swamy, Sunder Rao et Nandakarni.
En 1960, Sethumadhavan réalise Veeravijaya, son premier film en langue cingalaise. Son premier film en malayalam, intitulé Jnanasundari et produit par T. E. Vasudevan au nom d'Associates Pictures, est réalisé d'après la nouvelle de Muttathu Varkey (en). Sethumadhavan poursuit sa carrière et réalise plus de 60 films, dont Odayil Ninnu, Daaham, Sthanarthi Saramma, Koottukudumbam, Vazhve Mayam, Ara Nazhika Neram, Anubhavangal Palichakal, Karakanakkadal, Achanum Bappayum, Punarjanmam, Chattakkari, Oppol and Marupakkam. Son seul film en oriya est intitulé Manini.
En 1973, son film Achanum Bappayum remporte un Prix Nargus Dutt (en), une des récompenses nationales du cinéma indien. Le film Marupakkam remporte un National Film Award du meilleur long-métrage en 1991, devenant ainsi le premier film en tamoul à recevoir ce prix, suivi par Kanchivaram de Priyadarshan en 2007.
En 1996, le film Stri de Sethumadhavan décroche le National Film Award du meilleur long-métrage en télougou. Sethumadhavan remporte au total quatre Prix de cinéma de l'État du Kerala (en) du meilleur réalisateur, pour les films Ara Nazhika Neram en 1970, Karakanakkadal en 1971, Pani Theeratha Veedu en 1972 et Oppol en 1980. En 1975 puis en 1980, il est membre du jury des National Film Awards, puis il est président du jury du Prix de cinéma de l'État du Kerala ; il préside le jury des National Film Awards en 2002 et reçoit le Prix J. C. Daniel (en) de l'année 2009 en récompense à sa contribution au cinéma en malayalam. En 2011, il se voit décerner un Prix Chalachitra Ratnam par l'Association des critiques de cinéma du Kerala (en).

### Vie privée
Sethumadhavan est marié à Valsala et a trois enfants, nommés Sonukumar, Uma et Santhosh.

## Filmographie
- Stri (1995)
- Nammavar (1994)
- Marupakkam (1991)
- Venal Kinavukal (1991)
- Sunil Vayassu 20 (1986)
- Avidathepole Ivideyum (1985)
- Aarorumariyathe (1984)
- Ariyatha Veethikal (1984)
- Zindagi Jeene Ke Liye (1984)
- Afsana Do Dilon Ka (1982)
- Oppol (1980)
- Nakshathrangale Kaaval (1978)
- Yehi Hai Zindagi (1977)
- Amme Anupame (1977)
- Ormakal Marikkumo? (1977)
- Preeyamvadha (1976)
- Julie (1975)
- Chuvanna Sandhyakal (1975)
- Makkal (1975)
- Chattakari (1974)
- Jeevikkan Marannu Poya Sthree (1974)
- Kanyakumari (1974)
- Azhakulla Saleena (1973)
- Chukku (1973)
- Kaliyugam (1973)
- Panitheeratha Veedu (1973)
- Achanum Bappayum (1972)
- Devi (1972)
- Punarjanmam (1972)
- Anubhavangal Paalichakal (1971)
- Inquilab Zindabad (1971)
- Karakanakadal (1971)
- Line Bus (1971)
- Oru Penninte Katha (1971)
- Thettu (1971)
- Amma Enna Stree (1970)
- Ara Nazhika Neram (1970)
- Kalpana (1970)
- Kuttavali (1970)
- Mindapennu (1970)
- Vazhve Mayam (1970)
- Adimakal (1969)
- Kadalpalam (1969)
- Kootu Kudumbam (1969)
- Bharyamar Sookshikkuka (1968)
- Palmanam (1968)
- Thokkukal Katha Parayunnu (1968)
- Yakshi (1968)
- Kottayam Kolacase (1967)
- Naadan Pennu (1967)
- Ollathu Mathi (1967)
- Archana (1966)
- Rowdy (1966)
- Sthanarthy Saramma (1966)
- Daaham (1965)
- Odeyil Ninnu (1965)
- Anna (1964)
- Manavatty (1964)
- Omanakuttan (1964)
- Nithya Kanyaka (1963)
- Susheela (1963)
- Kannum Karalum (1962)
- Jnana Sundari (1961)

## Prix et récompenses
Filmfare Awards South
- 1972 – Filmfare Award du meilleur réalisateur en malayalam : Punarjanmam
- 1973 – Filmfare Award du meilleur réalisateur en malayalam : Pani Theeratha Veedu
- 1974 – Filmfare Award du meilleur réalisateur en malayalam : Chattakari
- 1981 – Filmfare Award du meilleur réalisateur en malayalam : Oppol

Prix de cinéma de l'État du Kerala
- 1970 – Meilleur réalisateur : Ara Nazhika Neram
- 1971 – Meilleur réalisateur : Karakanakadal
- 1971 – Troisième meilleur film : Karakanakadal
- 1972 – Meilleur réalisateur : Panitheeratha Veedu
- 1972 – Meilleur film : Pani Theeratha Veedu
- 1974 – Deuxième meilleur film : Chattakari
- 1980 – Meilleur réalisateur : Oppol
- 1980 – Meilleur film : Oppol
- 2009 – Prix J. C. Daniel

National Film Awards
- 1965 – Meilleur long-métrage en malayalam : Odayil Ninnu
- 1969 – Meilleur long-métrage en malayalam : Adimakal
- 1971 – Meilleur long-métrage en malayalam : Karakanakadal
- 1972 – Meilleur film d'intégration nationale : Achanum Bappayum
- 1972 – Meilleur long-métrage en malayalam : Panitheeratha Veedu
- 1980 – Deuxième meilleur long-métrage : Oppol
- 1990 – Meilleur long-métrage : Marupakkam
- 1990 – Meilleur scénario : Marupakkam
- 1994 – Meilleur long-métrage en tamoul : Nammavar
- 1995 – Meilleur long-métrage en télougou : Stri